# L'albero degli zoccoli
L'albero degli zoccoli è un film del 1978 diretto da Ermanno Olmi, vincitore della Palma d'oro al 31º Festival di Cannes.
La pellicola, girata principalmente in dialetto bergamasco da attori non professionisti, fu poi dagli stessi doppiata in italiano al termine delle riprese.
Il film è stato selezionato tra i 100 film italiani da salvare.

## Trama
In una cascina di pianura a Palosco, nella campagna bergamasca, tra l'autunno 1897 e la primavera 1898, vivono quattro famiglie di contadini.

### Episodi
Il film è strutturato in quattro differenti episodi che ripercorrono le vicende delle quattro famiglie che abitano la cascina dove il film è ambientato. Gli episodi si intersecano tra loro nella narrazione degli eventi che proseguono e si alternano col trascorrere le stagioni, proprio come le stagioni determinavano il passare della vita contadina nelle campagne.

#### La famiglia Batistì
Mènec, un bimbo di sei anni sveglio e intelligente, deve fare 6 chilometri per andare a scuola. Un giorno torna a casa con uno zoccolo rotto. Non avendo soldi per comprare un nuovo paio di scarpe, il padre Batistì decide di tagliare di nascosto un albero di ontano per fare un nuovo paio di zoccoli al figlio. Il padrone della cascina però viene a saperlo e alla fine viene scoperto il colpevole: la famiglia di Mènec, composta dal padre Batistì, dalla moglie Battistina e dai tre figli di cui uno ancora in fasce, caricate le povere cose sul carro, viene cacciata dalla cascina.

#### La vedova Runc
Accanto a questa vicenda che apre, chiude e dà il titolo al film, si alternano episodi dell'umile vita contadina della cascina, contrassegnata dal lavoro nei campi e dalla preghiera. La vedova Runc, a cui è da poco mancato il marito, è costretta a lavorare come lavandaia per poter sfamare i suoi sei figli, il maggiore dei quali, di 14 anni, viene assunto come garzone al mulino. Anche in questa situazione d'indigenza non viene mai a mancare la carità verso i più poveri, come Giopa, un mendicante che si reca da loro in cerca di cibo. A peggiorare la situazione, la mucca da latte della famiglia si ammala, tanto che il veterinario, fatto chiamare dal paese, consiglia loro di macellarla, considerandola spacciata. Tuttavia la vedova riempie un fiasco d'acqua presso un fontanile benedetto che scorre accanto alla cappellina del locale lazzaretto implorando la grazia al Signore e fa bere l'acqua benedetta alla mucca. L'animale dopo alcuni giorni guarisce. Con loro vive anche nonno Anselmo, padre della vedova, un ingegnoso e saggio contadino. Sostituendo in gran segreto, con la complicità della nipote Bettina, lo sterco di gallina a quello di mucca come concime, riesce a far maturare i propri pomodori un mese prima degli altri. Anselmo è molto amato dai bambini ed è il continuatore della cultura popolare, fatta di proverbi e filastrocche, che si tramanda oralmente di generazione in generazione.

#### Stefano e Maddalena
Altra vicenda narrata è il timido corteggiamento di Stefano a Maddalena, fatto d'intensi e casti sguardi e pochissime parole. Significativo è il loro primo incontro in cui Stefano, dopo aver seguito a pochi passi di distanza Maddalena lungo il sentiero per un lungo tratto, le chiede il permesso di salutarla: la giovane, dopo un breve silenzio, dà l'assenso, Stefano allora la saluta, lei ricambia il saluto e si separano. I due alla fine si sposano e si recano il giorno stesso in barca a Milano, agitata dai moti del maggio 1898 con la repressione del generale Fiorenzo Bava Beccaris, per andare a trovare in un convento di bambini esposti suor Maria, zia di lei. Su richiesta della religiosa adottano un bambino di nome Giovanni Battista.

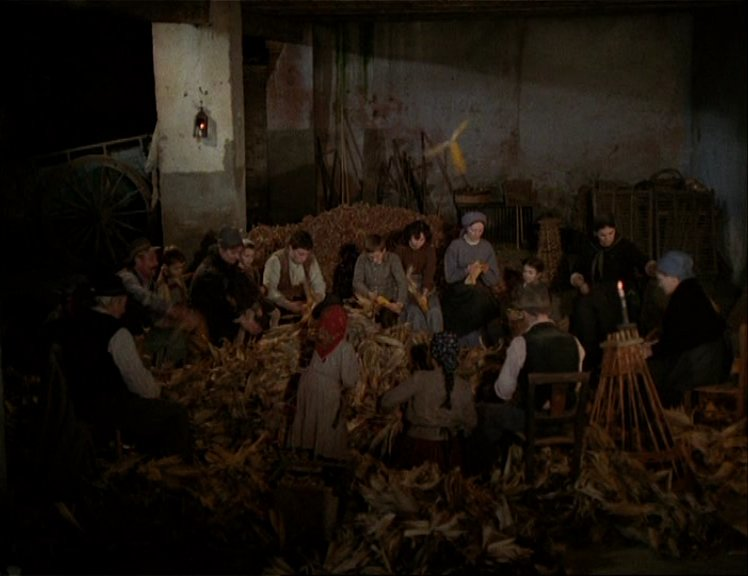
La famiglia si riunisce per scartocciare il mais.

#### La famiglia Finard
La quarta e ultima famiglia che vive nella cascina è quella del Finard. Essa è composta da padre, madre, tre figli e il nonno. Una peculiarità di questa famiglia sono i litigi, frequenti e violenti, tra il padre autoritario e il figlio maggiore accusato di non lavorare mai abbastanza (è alcolista). Un giorno Finard, alla festa del paese in mezzo alla folla che assiste a un comizio socialista, trova una moneta d'oro da 20 lire (un marengo). Tornato in cascina, la nasconde nello zoccolo del suo cavallo. Dopo qualche tempo cerca di recuperare la moneta. Accortosi che non c'è più, incomincia a inveire contro il cavallo che s'imbizzarrisce. Per calmare il Finard, che si è preso un malanno per la rabbia, la moglie chiama la donna del segno che gli dà una pozione.

## Produzione

### Sceneggiatura
confida Ermanno Olmi. Ma,
 Da quel momento, 
 Qui, Olmi parla di un mondo contadino in cui ha vissuto. Poi, opponendosi alla fine di questo mondo come prospettato da Visconti ne La Terra trema, ci dice:

### Riprese

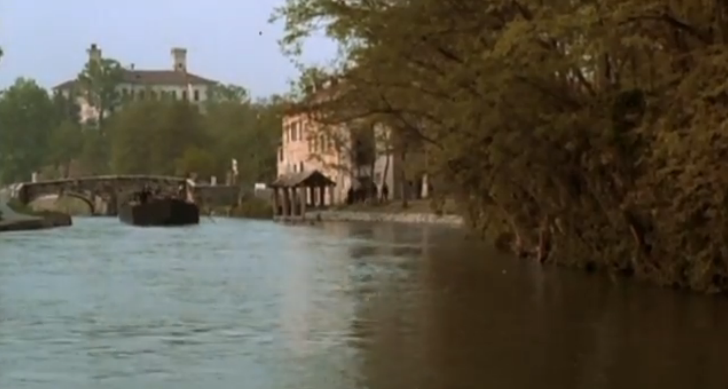
Fotogramma della scena ambientata a Castelletto di Cuggiono sul Naviglio.

Le riprese del film furono realizzate tra febbraio e maggio del 1977 prevalentemente nella bassa pianura bergamasca orientale compresa tra i comuni di Martinengo, Palosco, Cividate al Piano, Mornico al Serio, e Cortenuova, mentre alcune scene con la presenza del Naviglio Grande sono state girate nella campagna milanese, nei borghi di Castelletto di Abbiategrasso, Robecco sul Naviglio, Bernate Ticino e Castelletto di Cuggiono.
La cascina, il luogo principale del film, è la cascina Roggia Sale, così chiamata perché si affaccia sulla roggia stessa. Si trova in territorio di Palosco, al confine con Cividate al Piano.
Essa è stata trovata dopo ricerche infruttuose e solo per caso, appunto quando Ermanno Olmi stava ritornando a Martinengo:
Quella fu la cascina che avrebbe scelto per girarvi tutto il film.»
Nel film compaiono anche delle scene girate in navigazione sul Naviglio Grande (anziché sul Naviglio della Martesana come vorrebbe la logica della storia), tra le quali è possibile riconoscere Palazzo Cittadini Stampa a Castelletto di Abbiategrasso che simula la darsena ottocentesca di Milano; sono inoltre riconoscibili lungo il percorso Villa Gaia di Robecco sul Naviglio, il settecentesco ponte "a schiena d'asino" di Castelletto di Cuggiono e la chiesa parrocchiale di Bernate Ticino, sempre nella campagna milanese.
Dopo lo sbarco, le scene sono un sapiente montaggio di inquadrature tra Treviglio, Pavia e Milano volte a rappresentare il capoluogo lombardo.
A Treviglio si vede via Cavallotti (altezza numero 9) milanesizzata con le insegne dei negozi.

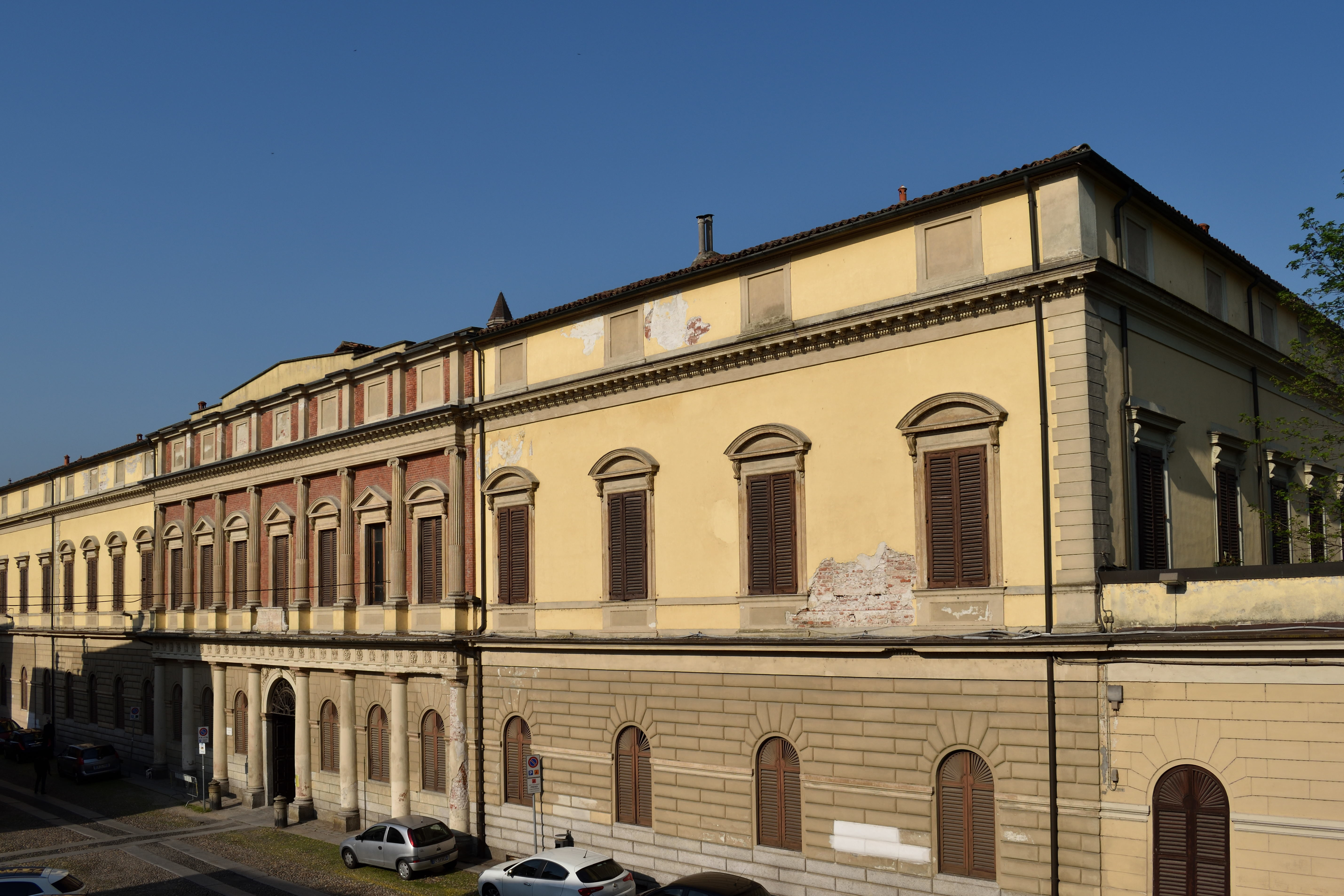
Pavia, palazzo Botta Adorno, nella piazza su cui si affaccia il palazzo e nelle vie adiacenti furono girate diverse scene rappresentati la Milano di fine Ottocento durate i Moti di Milano.

Tra le scene che si alternano vi è una breve inquadratura di via Palazzo Reale a Milano che lascia intravedere una piccola porzione del Duomo.
Alcune scene sono girate a Pavia, in particolare la scena col tram è Piazza Botta (davanti a Palazzo Botta Adorno) Pavia ripresa da Piazza Garavaglia, mentre altre furono girate nelle vie tra palazzo Langosco Orlandi e il monastero di San Felice, per rappresentare la Milano di fine ottocento.
Nei titoli di coda vengono ringraziati i comuni di Martinengo e Palosco.

### Effetti speciali
Gli effetti speciali sono stati eseguiti esclusivamente durante il film. Nelle scene del film ambientate in inverno è stata aggiunta neve artificialmente tirandola con un rastrello, mentre per le scene di pioggia sono state utilizzate due canne dell'acqua collegate ma poste ad una differente altezza.

## Colonna sonora

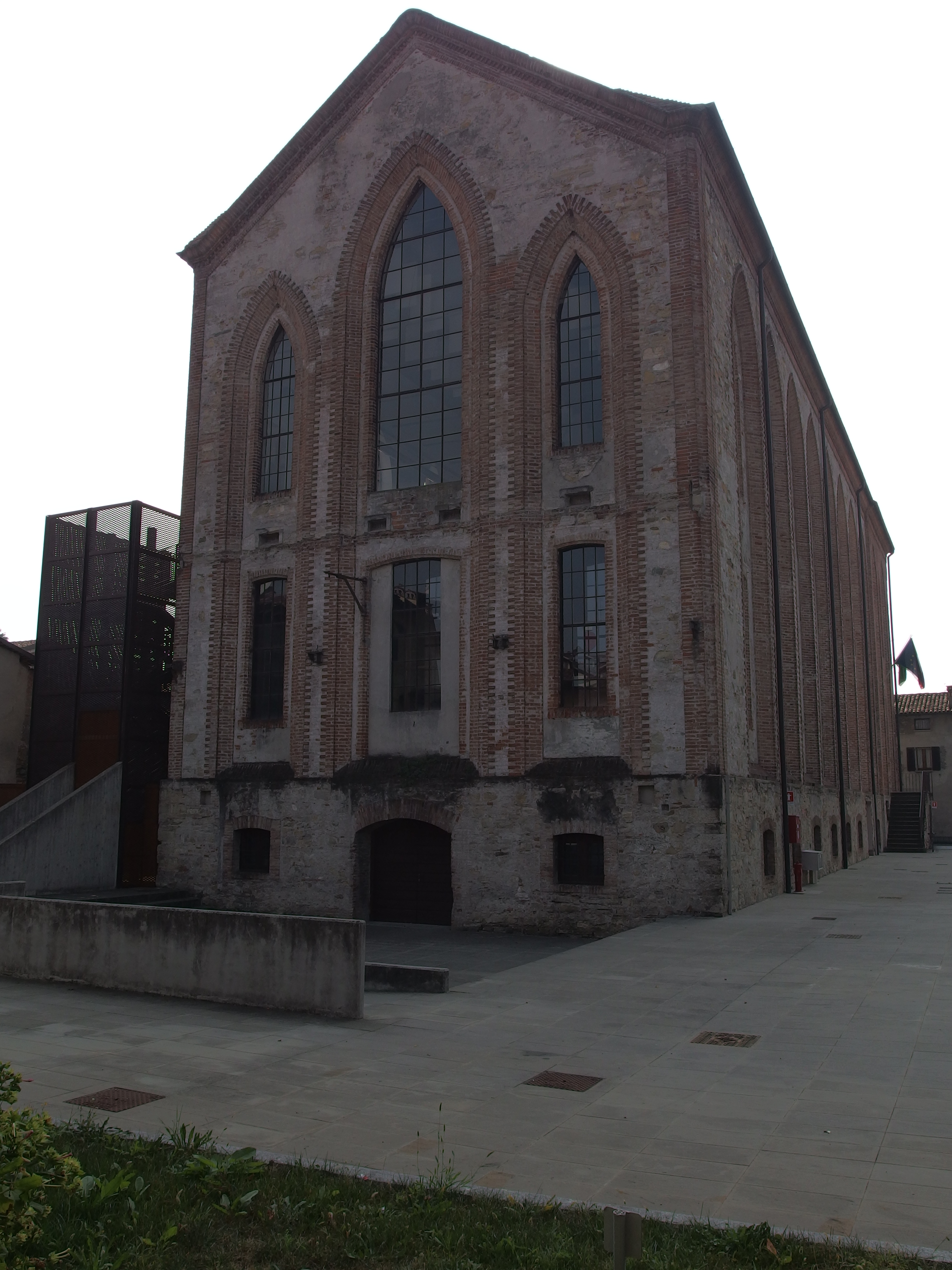
Il filandone a Martinengo fornisce gli interni per l'uscita dalla filanda delle operaie e lavori.

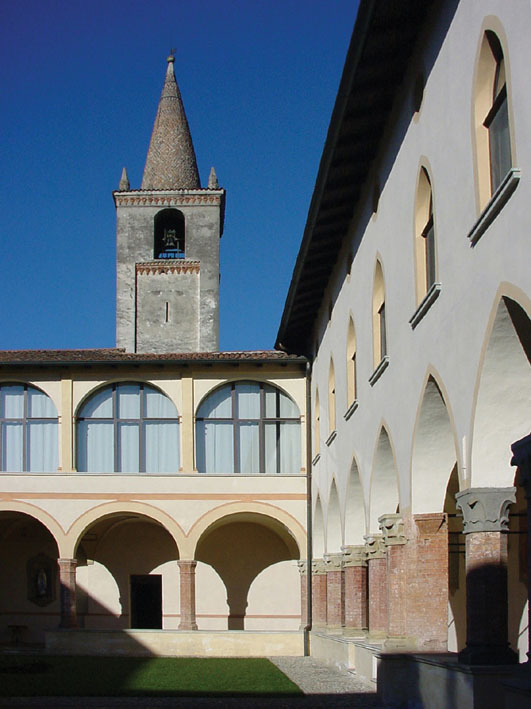
Il chiostro del monastero dell'Incoronata a Martinengo compare come orfanotrofio nella meta finale del viaggio di nozze.

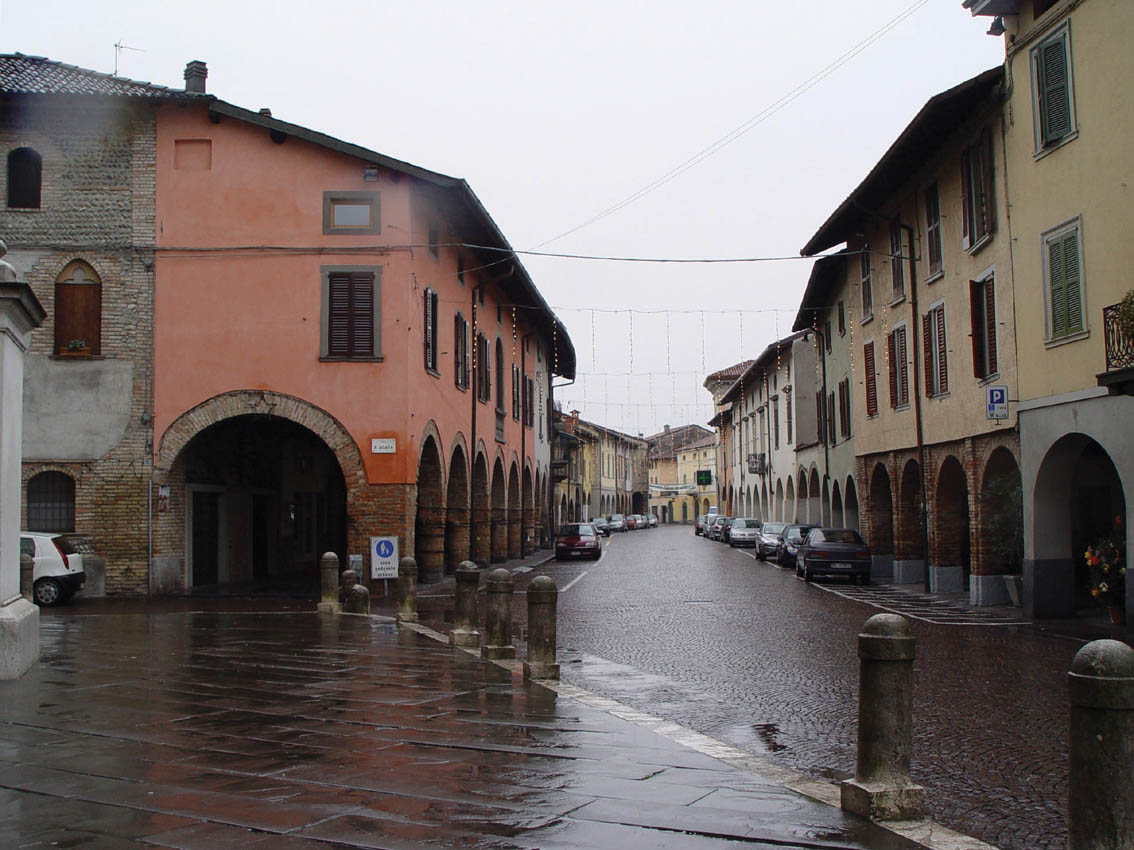
I portici in cui arriva nonno Anselmo e Bettina per vendere i pomodori e dove si trova l’osteria “Da Celesto” durante il giorno della festa della Madonna (Via Tadini a Martinengo).

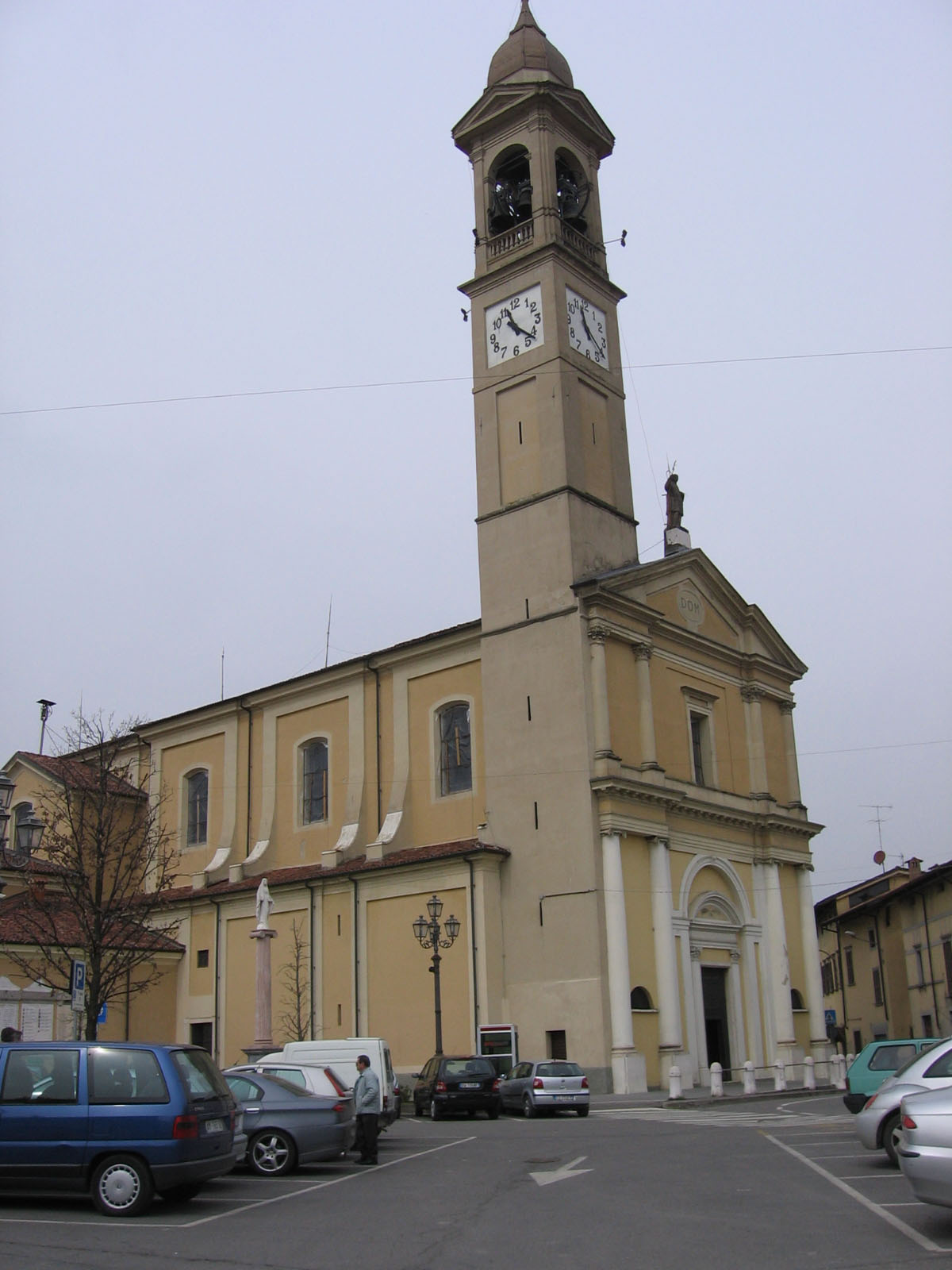
La chiesa parrocchiale di Palosco che fa da sfondo alla scene delle feste: della Madonna e del paese con l'albero della cuccagna.

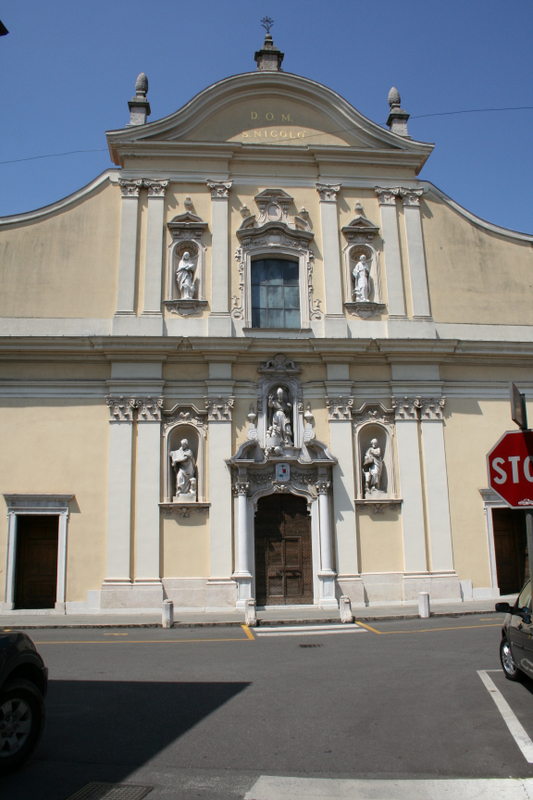
La chiesa di san Nicolò a Cividate al Piano che serve da esterni per la chiesa.

La chiesa di sant'Alessandro a Cortenuova che serve da interni per la chiesa e nella scena del matrimonio tra Stefano e Maddalena.

La colonna sonora, composta di brani per organo di Johann Sebastian Bach, eseguita all'organo da Fernando Germani e di canzoni popolari e contadine, risulta poco invadente quanto efficace nel rimarcare alcune situazioni salienti come il taglio dell'albero.
(nota del regista sulla copertina del disco delle Edizioni Musicali EDI-PAN stereo CS 2006)

### Album

#### Tracce
1. Adagio della cantata op. 156
2. Nun freut euch, lieben Christen g'mein (Ora gioite, amati cristiani insieme)
3. Wachet auf, ruft uns die Stimme (Alzatevi, la voce ci chiama)
4. Kyrie, Gott Vater in Ewigkeit (Kyrie, Dio padre in eterno)
5. Nun komm', der Heiden Heiland (Vieni, redentore delle genti)
6. Liebster Jesu, wir sind hier (Amato Gesù, noi siamo qui)
7. Fuga in sol minore BWV 578
8. Komm, süsser Tod (Vieni dolce morte)
9. Kyrie, Gott Vater in Ewigkeit (Kyrie, Dio Padre in eterno)
10. Corale dalla cantata op. 147
11. Erbarm' dich mein, o Herre Gott (Abbi pietà di me, o Signore Iddio)[19]

## Distribuzione

### Data di uscita
Le date di uscita internazionali nel corso degli anni sono state:
- 28 agosto 1978 in	Canada (The Tree of Wooden Clogs / L'arbre aux sabots)
- 21 settembre 1978	in Italia (L'albero degli zoccoli)
- 27 settembre 1978 in Francia (L'arbre aux sabots)
- 12 ottobre 1978 in Paesi Bassi (De klompenboom)
- 18 gennaio 1979 in Belgio (L'arbre aux sabots / De klompenboom)
- 14 marzo 1979	in Svezia (Träskoträdet)
- 16 marzo 1979	in Danimarca (Træskotræet)
- 30 marzo 1979	in Germania Ovest (Der Holzschuhbaum)
- 30 marzo 1979	in Jugoslavia (Stablo za klompe)
- 30 marzo 1979	in Polonia(Drzewo na saboty)
- 28 aprile 1979 in	Giappone (木靴 の樹; Kigutsu no Ki)
- 1º giugno 1979 in	Stati Uniti (The Tree of Wooden Clogs)
- 6 settembre 1979 in Argentina	(El árbol de los zuecos)
- 21 settembre 1979 in Finlandia (Puukenkäpuu)
- 29 novembre 1979 in Uruguay (El árbol de los zuecos)
- 18 gennaio 1980 in Portogallo	(A Árvore dos Tamancos)
- 28 febbraio 1980 in Australia	(The Tree of Wooden Clogs)
- 3 aprile 1980	in Ungheria	(A facipő fája)
- 16 luglio 1980 in	Colombia (El árbol de los zuecos)
- 28 agosto 1989 in Galizia, Spagna (A árbore dos zocos)[N 2][20]
- 1º aprile 2005 in Repubblica Ceca (Strom na dřeváky)
- 2 settembre 2011 nelle Filippine (Puno ng hoof)
- 29 ottobre 2015 in Lituania (Medis klumpes)
- 12 novembre 2015 in Grecia (Το δένδρο με τα τσόκαρα; To déndro me ta tsókara)

### Divieti
Ci sono scene in cui vengono mostrate la macellazione e l'eviscerazione di un maiale e la decapitazione di un'oca. Non sono presenti nudità di adulti, ma in due occasioni ci sono brevi scene di ragazzini nudi: uno è sistemato in una vasca da bagno e l'altro, a distanza, viene mostrato mentre urina in un vaso da notte tenuto da sua madre.
A causa di queste due tipi di scene ci sono state le seguenti valutazioni:
- Argentina: adatto a tutti
- Australia: adatto a tutti
- Canada (Columbia Britannica/Manitoba/Ontario): consigliata la presenza di un adulto
- Canada (Nuova Scozia): vietata ai minori di 14 anni
- Canada (Québec): adatto a tutti
- Finlandia: vietato ai minori di 12 anni non accompagnati da un adulto
- Germania Ovest: vietato ai minori di 12 anni
- Italia: adatto a tutti
- Paesi Bassi: vietato ai minori di 12 anni, all'uscita ai minori di 16 anni
- Nuova Zelanda: vietato ai minori non accompagnati
- Spagna: vietato ai minori di 12 anni
- Svezia: vietato ai minori di 11 anni
- Regno Unito: vietato ai minori di 12 anni (2017, riedizione teatrale, 2000, classificazione video), all'uscita adatto a tutti
- Stati Uniti: non valutato

### Edizione italiana

#### Doppiaggio
La pellicola, girata in lingua lombarda nelle sue varianti bergamasca e milanese, fu poi successivamente doppiata in italiano dagli stessi attori per la distribuzione italiana.

### Edizione home video
Uscita originariamente in videocassetta, dopo una prima versione in DVD negli anni 2000, il 18 dicembre 2018 è uscita l'edizione in Blu-ray Disc per il 40º anniversario del film, con doppia traccia audio mono Dolby Digital sia in bergamasco che in italiano e con l'aggiunta di un'intervista a Ermanno Olmi nei contenuti speciali.

## Accoglienza

### Incassi
In Italia al botteghino ha incassato l'equivalente di 7,9 milioni di euro.

### Critica
Il film è uscito due anni dopo il film Novecento di Bernardo Bertolucci con un tema simile. Ma il film di Olmi ha attirato più attenzione e ha suscitato molte recensioni entusiaste. D'altra parte, alcuni critici
hanno accusato Olmi di una visione egocentrica e miope della storia basata sulla nostalgia, negando problemi storici e sociali, trovando rifugio nel cattolicesimo severo.
Il film non è stato presentato in anteprima in Finlandia fino al 1979, quando ha ottenuto il secondo maggior numero di voti dai critici cinematografici finlandesi nel sondaggio organizzato dalla rivista del club Projektion per i migliori film dell'anteprima dell'anno.
Nel 2004 il New York Times ha votato L'albero degli zoccoli come uno dei mille migliori film di tutti i tempi.

Il critico Damir Radic cita L'albero degli zoccoli come uno dei suoi dieci film preferiti:

La regista Ante Babaja lo cita come un grande modello:
Roger Ebert ha dato al film tre stelle su quattro:
Dennis Schwartz ha anche valutato il film quattro [non chiaro]:

Il regista non mette i contadini sulla griglia di un'ideologia politica.
 ci spiega Freddy Buache, che aggiunge:
Émile Breton può effettivamente concludere che:
 Poi aggiunge:

Il cineasta britannico Mike Leigh ha elogiato il film nella rubrica del Daily Telegraph: creatori della pellicola su pellicola in serie di interviste, il 19 ottobre 2002. Leigh rende omaggio all'umanità del film, al realismo, e vasta scala. Ha definito il film 
 prima di concludere
 Leigh ha descritto l'epopea della vita contadina nella Lombardia di Olmi come il film impegnato per eccellenza:

Quando ad Al Pacino fu chiesto dall'AFI quale fosse il suo film preferito, ammise che
 È stato selezionato dal Vaticano nella categoria "valori" della sua lista di 45 "grandi film" e incluso tra i 1001 film da vedere prima di morire, a cura di Steven Schneider. Questo film fa parte della Criterion Collection, alla posizione 854.
Il successo internazionale del film fu spiegato con il ricorso alla teoria dell'inconscio collettivo dello psicanalista Jung: avrebbe risvegliato le origini contadine, presenti in ognuno di noi.
Quanto ai punteggi ha ottenuto 4,5 su 5 per AllMovie, 7,7 su 10 per FilmAffinity, 7,9 su 10 per Imdb e 94 su 100 per Tomatometer e 87 su 100 per l'audience di Rotten Tomatoes.
Su MyMovies ottiene 4,11 su 5 mentre su TvZap il punteggio è 8.

### Primati
Il film a Bergamo stabilì, con la prima edizione, il record di giorni di programmazione, ben 113.

## Riconoscimenti

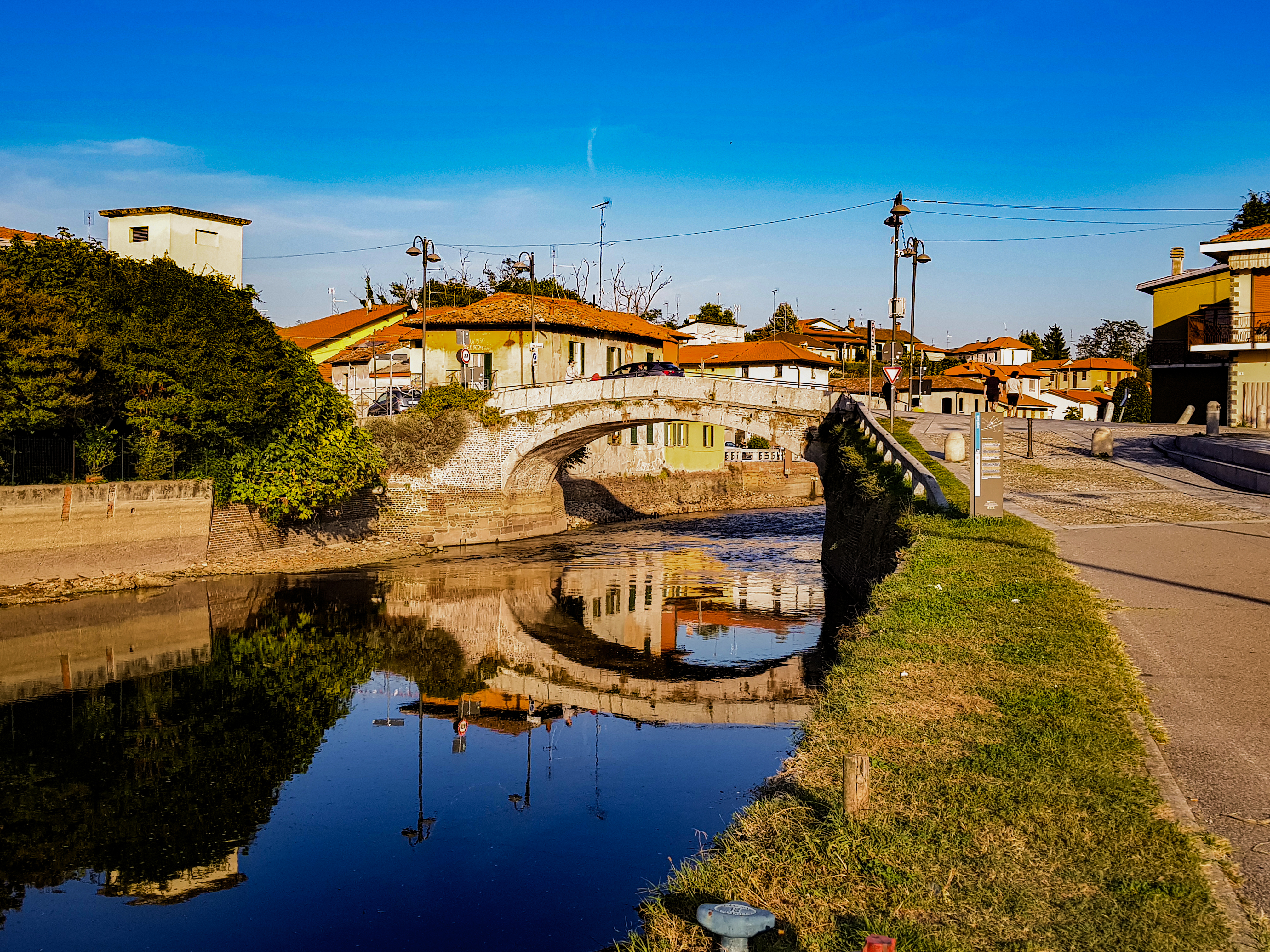
Ponte sul naviglio Grande a Bernate Ticino.

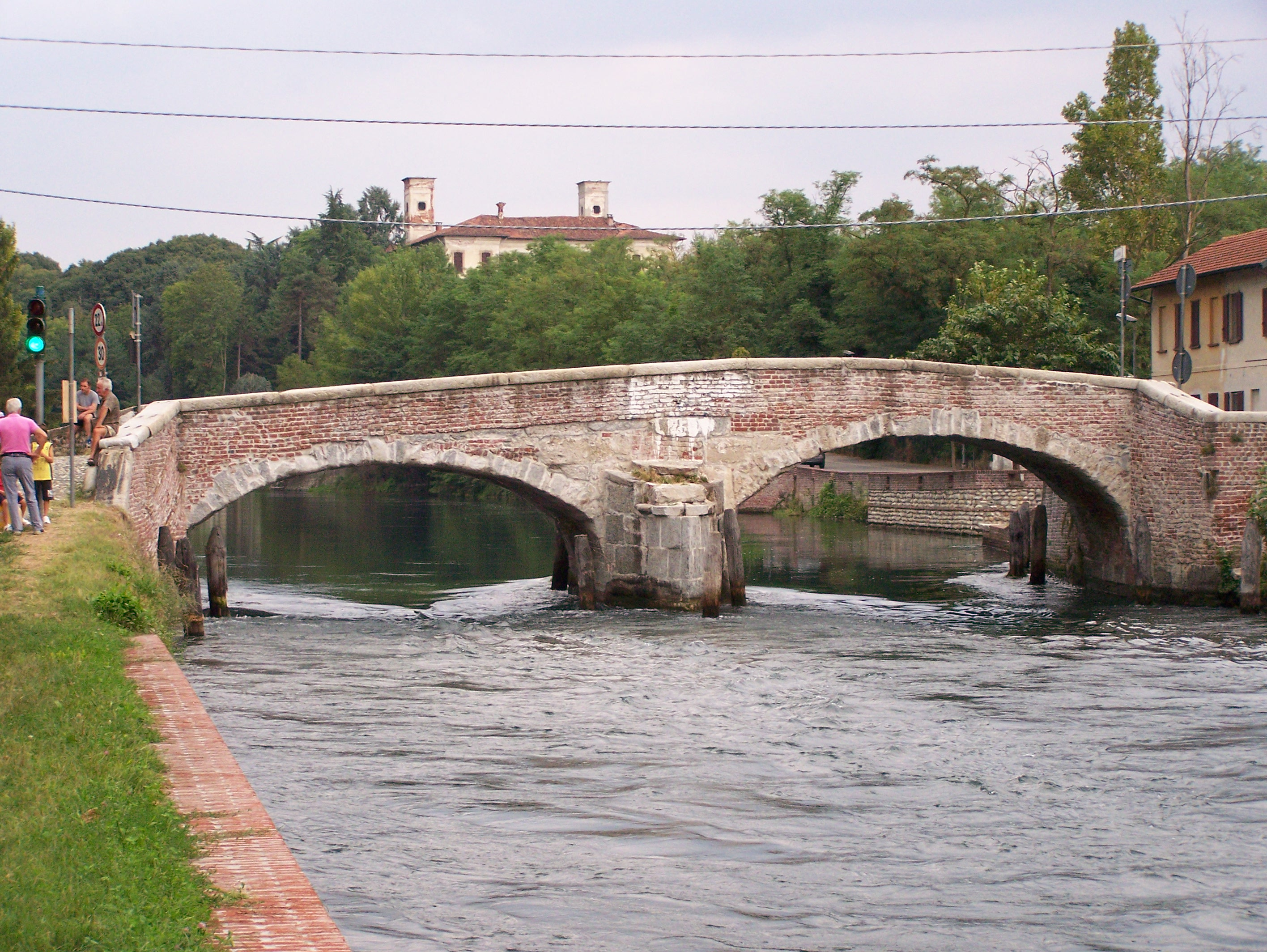
Il ponte sul Naviglio Grande a Castelletto di Cuggiono dove i passeggeri della barca vengono fatti abbassare durante il viaggio verso Milano.

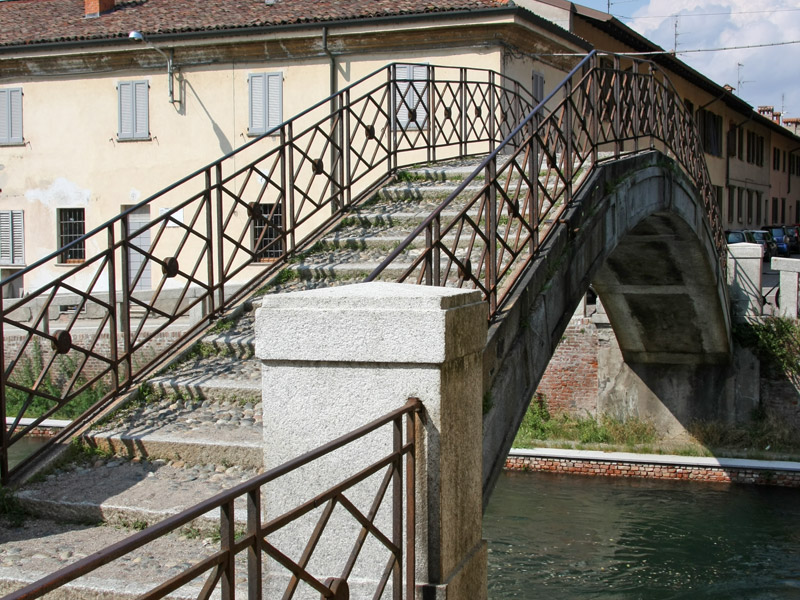
Il ponte settecentesco che si vede nel film è il ponte degli scalini sul Naviglio Grande a Robecco sul Naviglio.

Tra i riconoscimenti si contano 18 vittorie:
- 2 al Festival di Cannes 1978: Palma d'oro[1][2] e premio della giuria ecumenica
- David di Donatello 1979: miglior film (ex aequo con Cristo si è fermato a Eboli di Francesco Rosi e Dimenticare Venezia di Franco Brusati)
- 6 Nastri d'argento 1979: regista del miglior film, miglior soggetto originale, miglior sceneggiatura, miglior fotografia, migliori costumi, miglior scenografia
- New York Film Critics Circle Awards 1979: miglior film in lingua straniera
- Kansas City Film Critics Circle Awards 1980: miglior film straniero
- Premi César 1979: miglior film straniero
- Premio BAFTA 1980: miglior documentario
- French Union of Film Critics 1979: premio della critica
- 2 Grolle d'oro 1979: Grolla d'oro e miglior regista
- National Board of Review 1979 negli Stati Uniti: miglior film straniero
- SESC Film Festival 1980 in Brasile: miglior film straniero

E una candidatura:
- Premio dell'Accademia Giapponese 1980: miglior film Straniero

## Influenza culturale
Tra i film parodia, entrambi con Luigi Ornaghi che interpreta Batistì, abbiamo Ratataplan, diretto da Maurizio Nichetti, e L'albero delle zoccole di Leo Salemi del 1995.
Una scena cinematografica compare in Splendor (1989), mentre diverse clip sono mostrate nel documentario Bellissimo: Immagini del cinema italiano (1985).
Dei poster del film sono mostrati in Splendor (1989) e ne La signora ammazzatutti (1994).
Il film è stato riproposto in prima serata su Rai 3 in segno di solidarietà ai bergamaschi (duramente colpiti dall'emergenza COVID-19) il 10 aprile 2020.

## Disposizione cognome nome di attori e personaggi nei titoli di coda
I nomi di battesimo degli attori, e anche quelli dei personaggi che interpretano, contrariamente alla regola che vuole il nome posto sempre davanti al cognome, sono fatti scorrere nei titoli di coda dopo il cognome per una precisa scelta poetica del regista, che intendeva in questo modo rappresentare in prospettiva storica la condizione umile e assoggettata dei contadini.

## Scelta degli attori
Tutti gli attori sono non professionisti, contadini e non, accomunati soltanto dal non avere alcuna precedente esperienza cinefila e/o di recitazione. Tra di essi vi è anche Carmelo Silva, vignettista de il Popolo Cattolico, il Calcio Illustrato e la Gazzetta dello Sport, che interpreta il prete.